# Тимотеј Печерски
Тимотеј Печерски (? - † 24. мај 1131-1132, Кијев) - хришћански светитељ, поштован у лику светих. Спомен се празнује 28. августа (10. септембра) у Сабору Преосвећених отаца Кијево-Печерских у Далеким пећинама упокојених.

## Житије
Свети Тимотеј је живео у 11-12 веку. Од 1124. године био је игуман Кијево-печерске лавре. У то време је у Кијеву избио велики пожар од којег је изгорео значајан део града и око 600 цркава.
У летопису из 6637. (1130) наводи се да је свети Тимотеј златом и сребром обложио светињу светог Теодосије Печерски, о трошку суздалског кнеза Георгија Симоновича, који је за ову сврху послао 500 гривна сребра и 50 гривна злата.
Монах Тимотеј је умро 1131-1132. године.
Његове мошти се налазе у Далеким (Теодосијевим) пећинама Кијевопечерске лавре.